# Laubachtal
Das 15 ha große Naturschutzgebiet Laubachtal mit der Kennung ME-037 liegt auf dem Gebiet der Stadt Mettmann im Kreis Mettmann. Das Gebiet umfasst das obere Laubachtal auf einer Strecke von 1,2 km, nahezu von seiner Quelle im Stadtteil Karpendelle im Westen von Mettmann bis zur Unterquerung des Südrings (B 7).

## Beschreibung
Das Fließgewässer Laubach, ein rechter Zufluss der Düssel,

„wird von stellenweise feuchtem Grünland, Ufergehölzen sowie in einigen Teilabschnitten von Brennnesselfluren gesäumt. Im Gewässerverlauf befinden sich auch einige Teiche und Röhrichtzonen. Im Westen grenzen an das Naturschutzgebiet in erster Linie Ackerflächen an. (...)
Mit seinem Vegetationsmosaik aus Röhrichten, stellenweise
feuchten und nassen Grünland, Flutrasen, Brachen, Gebüschen und kleinflächiger Waldfläche stellt das Gebiet einen ökologisch wertvollen Biotopkomplex in einem intensiv genutzten Umfeld dar. Es besitzt hierdurch eine hohe Bedeutung als Rückzugsraum für die Tier- und Pflanzenwelt. Hervorzuheben ist die Bedeutung des Gebietes als Laichplatz
und Jahreslebensraum für Amphibien sowie als Nahrungshabitat für Insekten.
Der unbefestigte Laubach wird streckenweise von einem
Gehölzsaum aus Eschen, Schwarzerlen und Weide gesäumt. Er weist im Durchschnitt eine Gewässergüteklasse 2
(mäßig belastet) auf.
Entlang des Laubaches haben sich stellenweise Röhrichtbestände gebildet. Diese sind vorwiegend der Gesellschaft des Flutschwaden-Röhrichtes und der des Brunnenkressen-Röhrichtes zuzuordnen.
Die extensiv genutzten, feuchten und nassen Grünlandbereiche sind durch typische Arten wie Kohldistel, Mädesüß, Sumpf-Schafgarbe, Kamm-Segge, Wiesen-Segge, Kuckucks-Lichtnelke, Sumpf-Schwertlilie, Sumpf-Dotterblume, Brunnenkresse, Rohrglanzgras, Schilf, Kriechender Arzneibaldrian und Bittersüßer Nachtschatten gekennzeichnet.
Im Laubachtal wurden typische Vertreter der Bachauen,
Feuchtwiesen und Röhrichte nachgewiesen. Vielen Vögeln
dient das Gebiet als Lebensraum oder Durchzugs- bzw.
Nahrungshabitat, wie z. B. den Rote-Liste-Arten Eisvogel, Nachtigall und Schafstelze. Weiterhin wurden hier zweigefährdete Fledermausarten sowie die stark gefährdete Langflügelige Springschrecke und ein gefährdeter Tagfalter, der Mauerfuchs, nachgewiesen.“

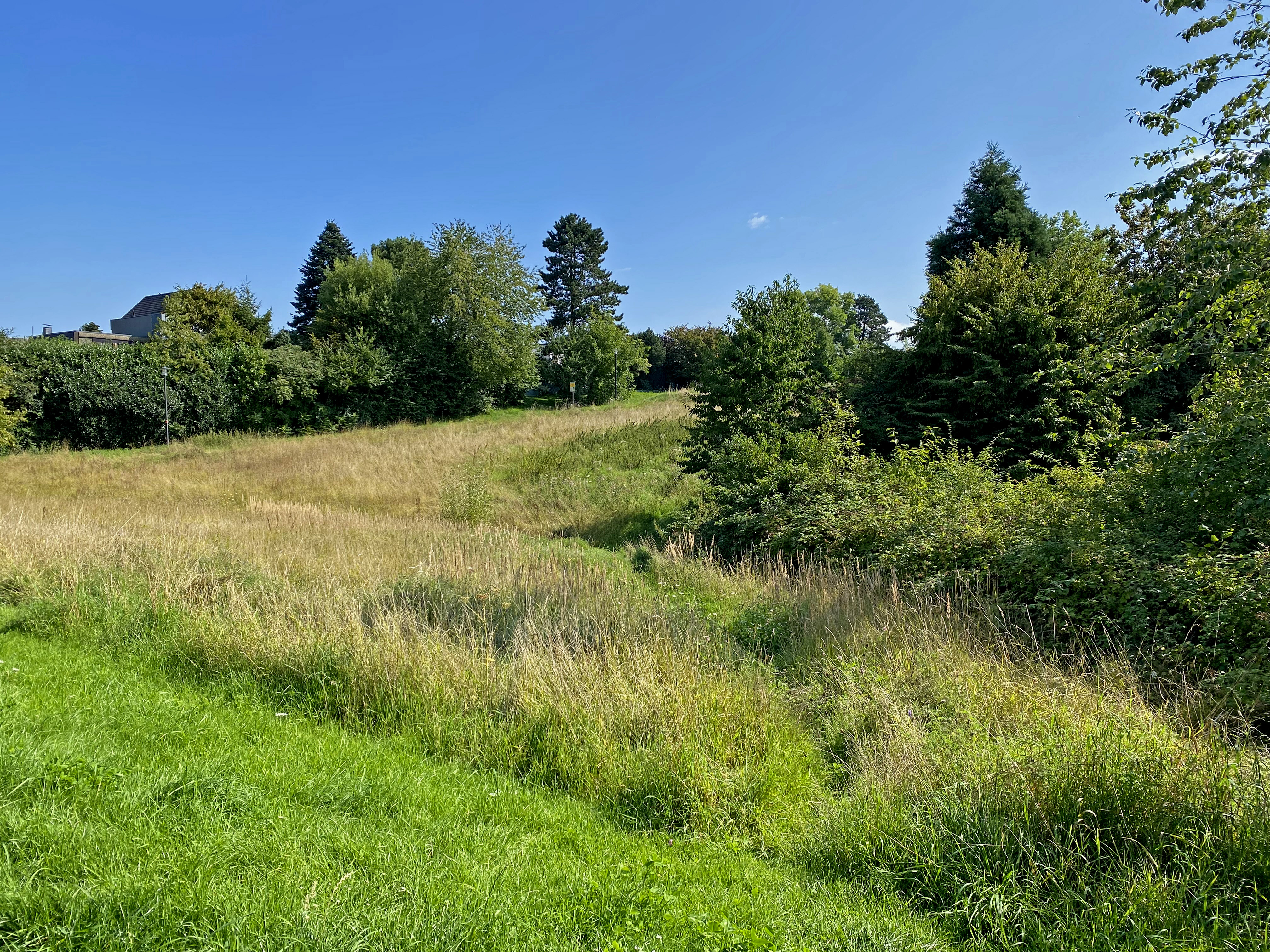
Karpendelle -Quellmulde des Laubaches
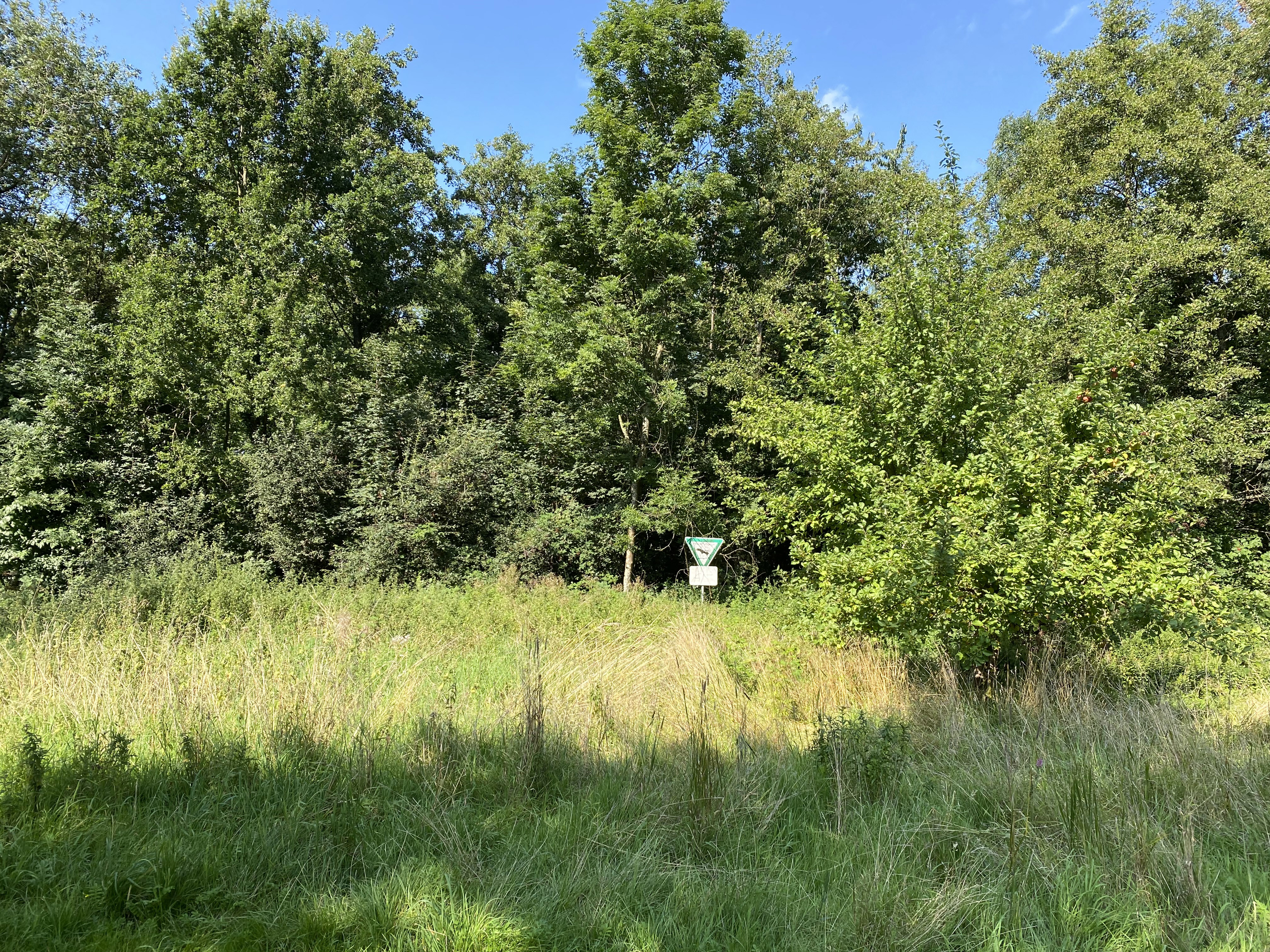
Streuobstwiese am NSG
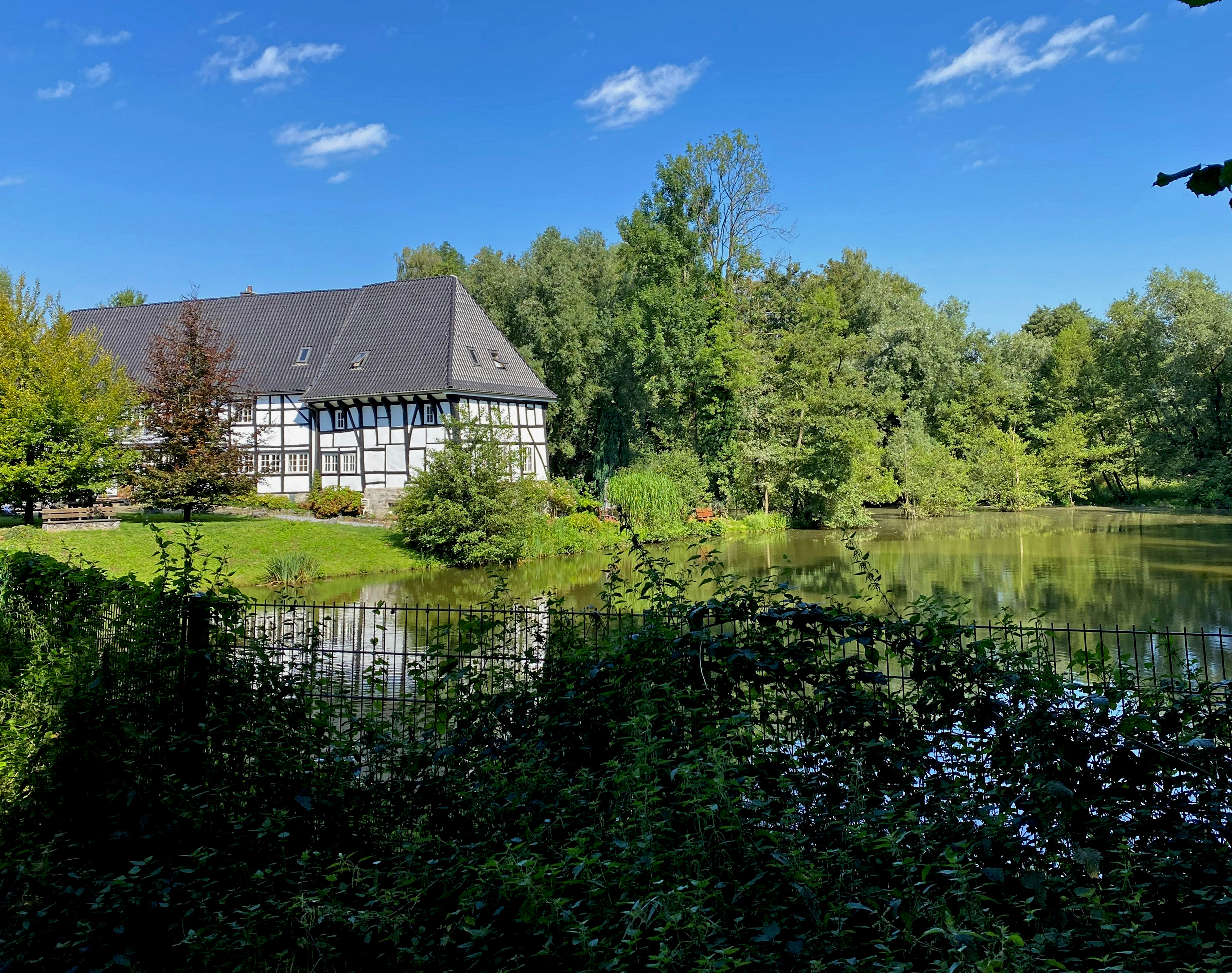
Haus Laubach mit Teich im NSG
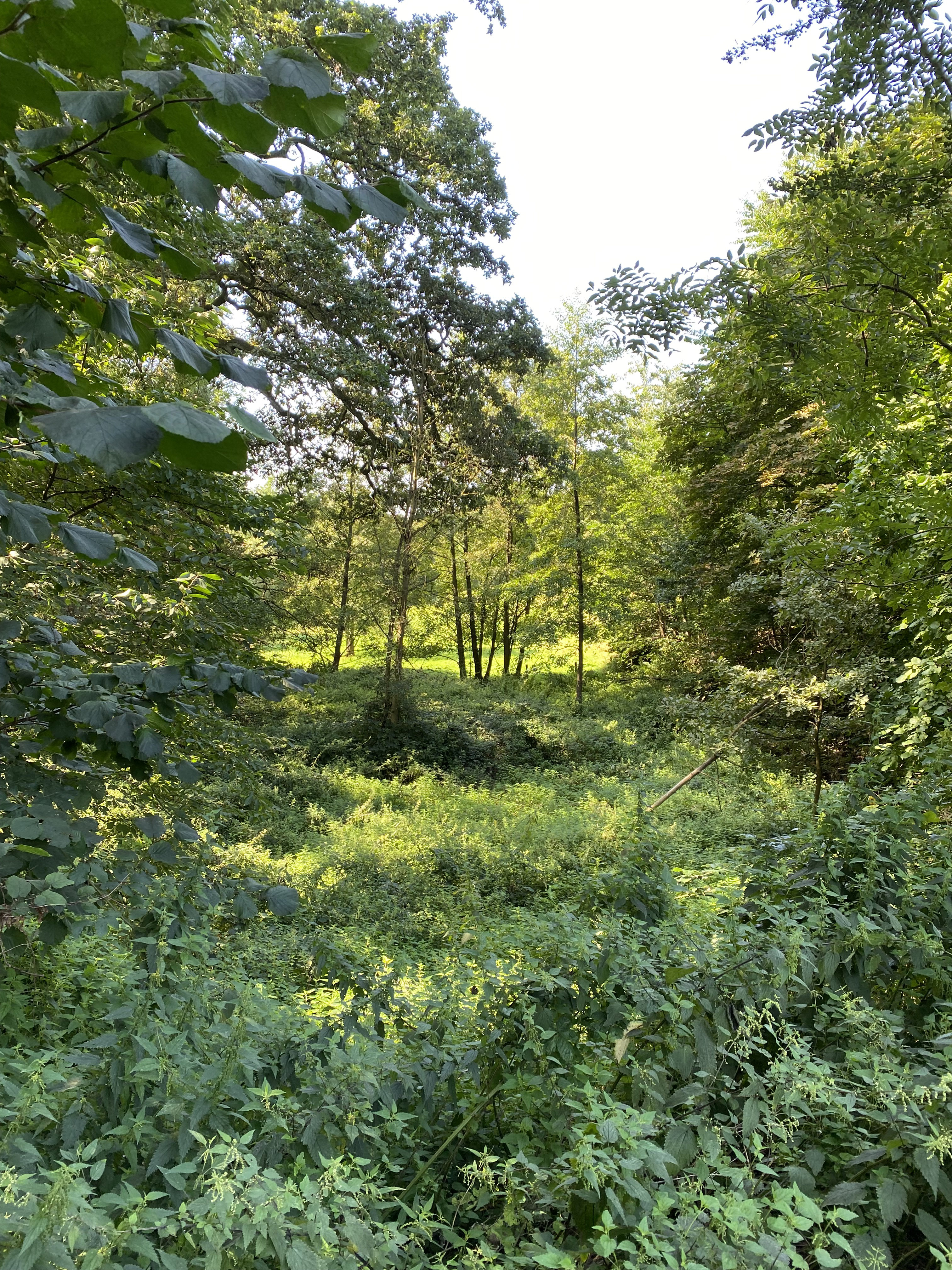
Auwald
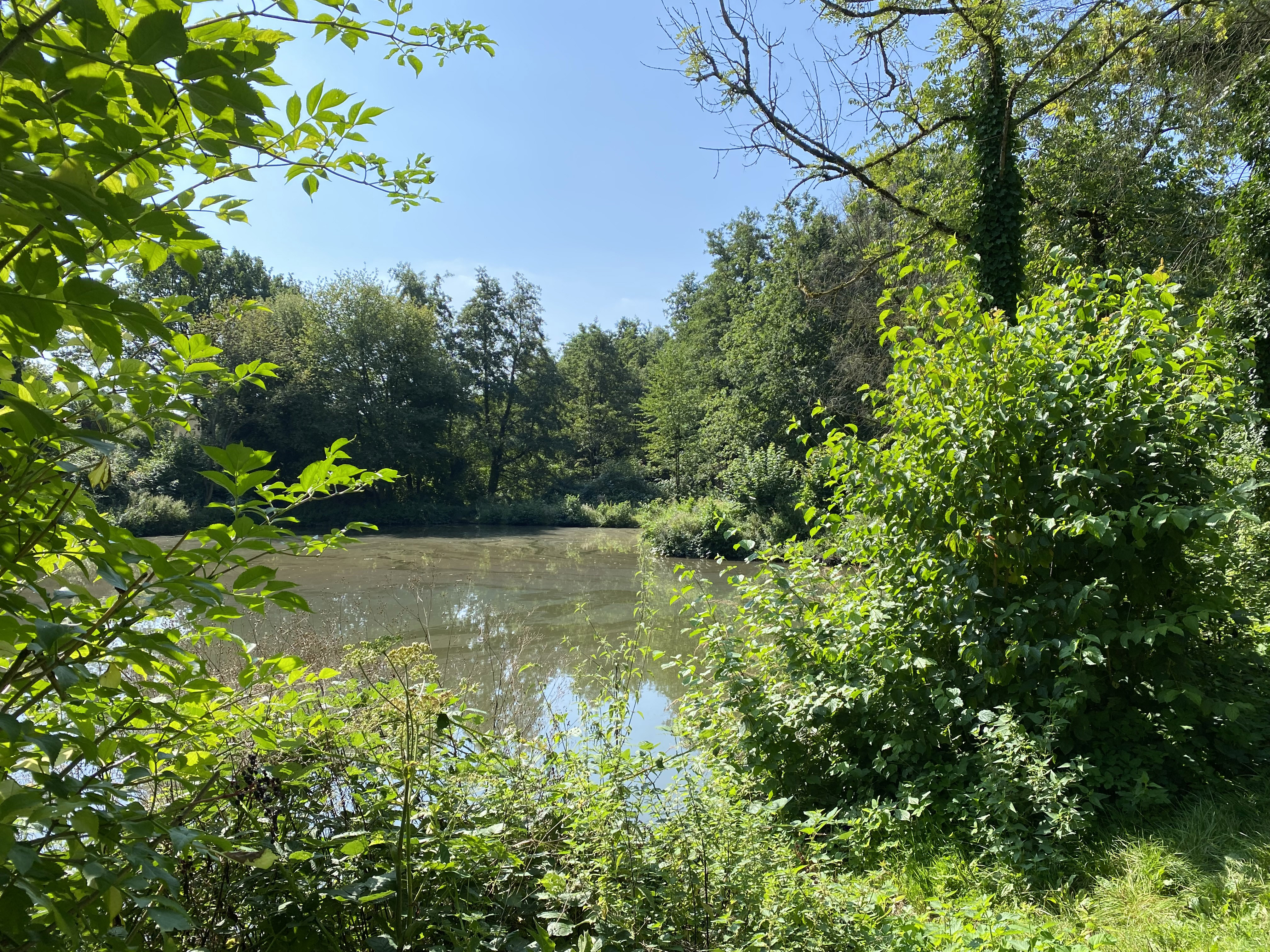
Teich bei Ellershof
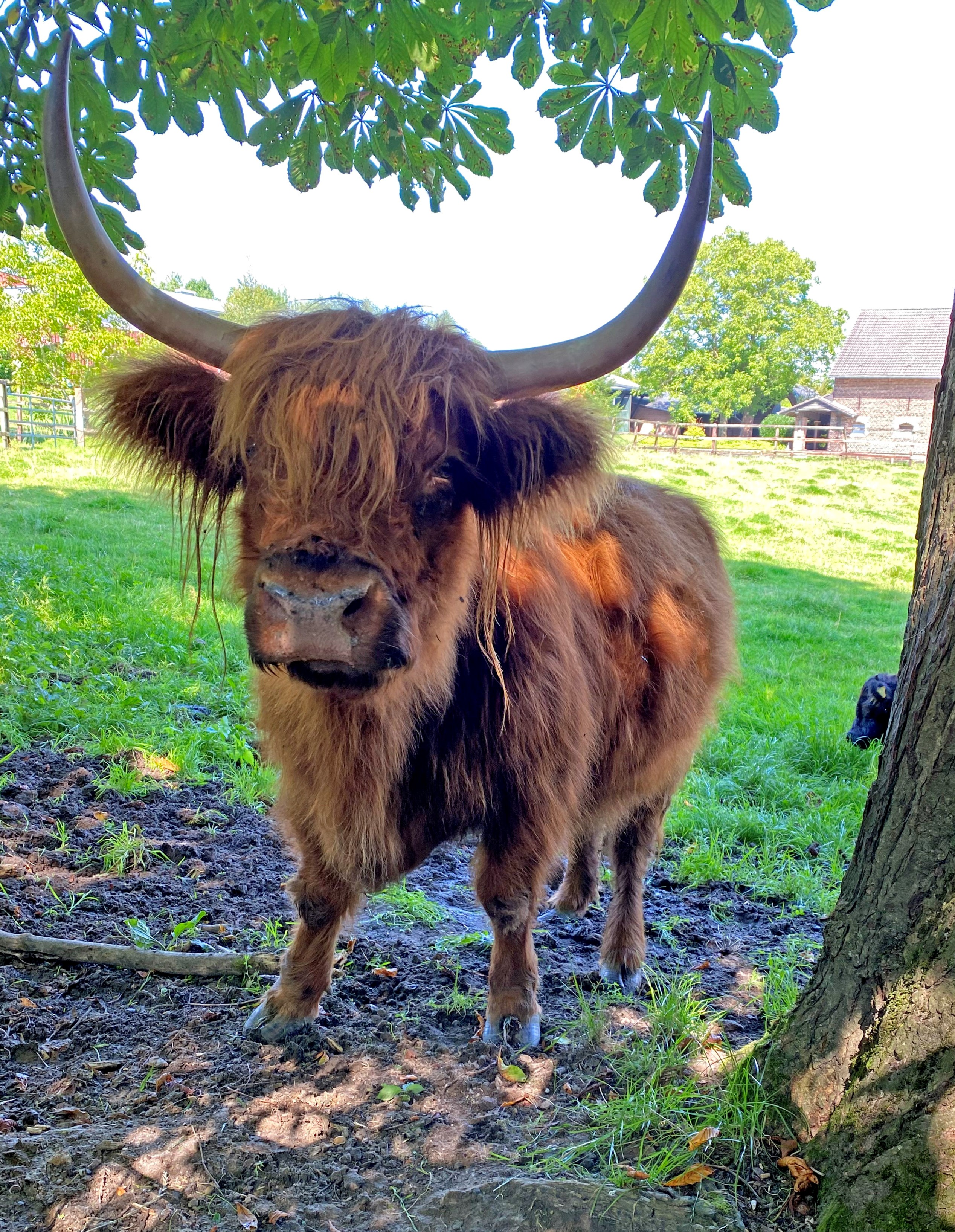
Schottisches Hochlandrind Ellershof
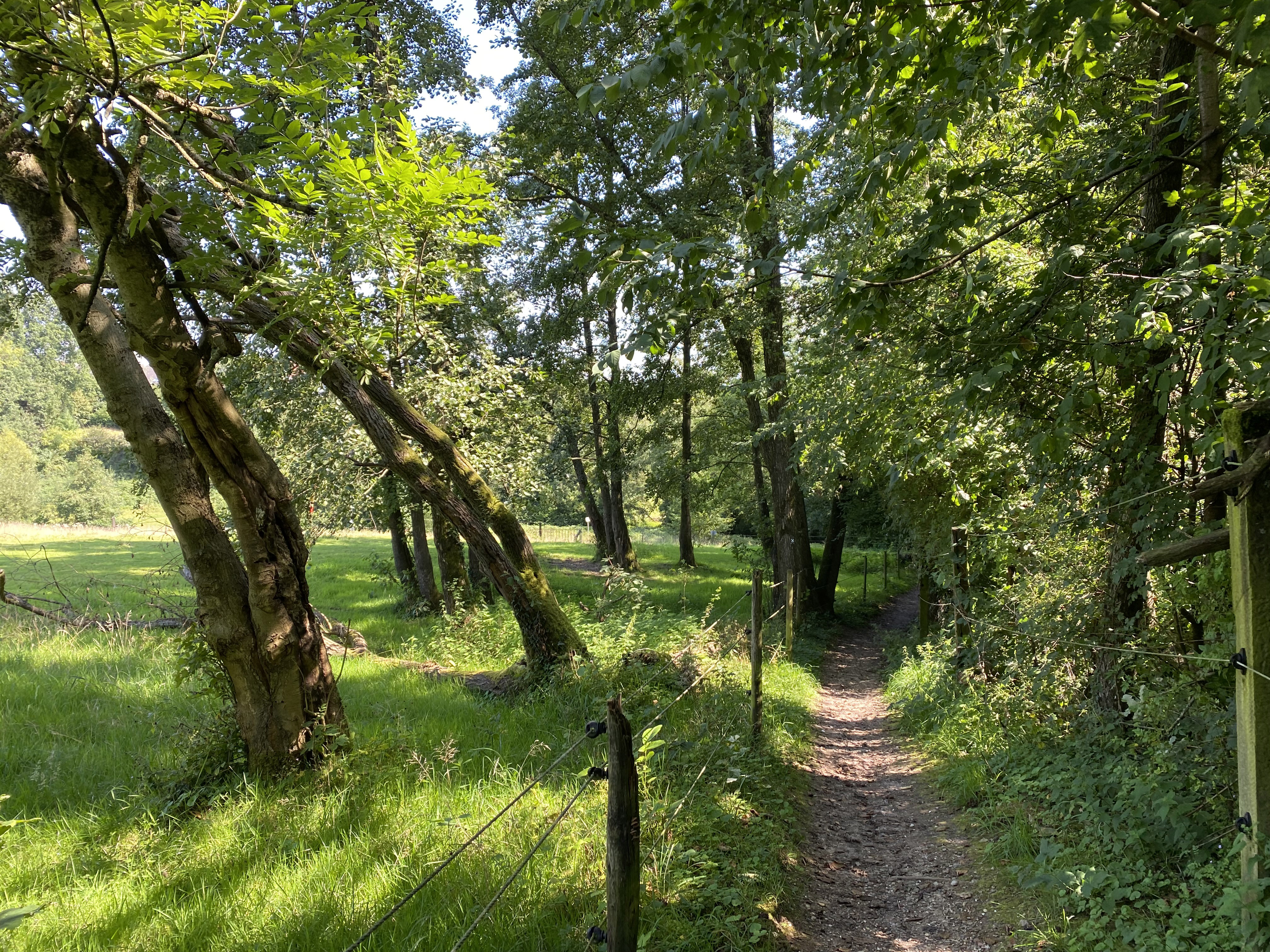
Weg in südl. Bereich des NSG
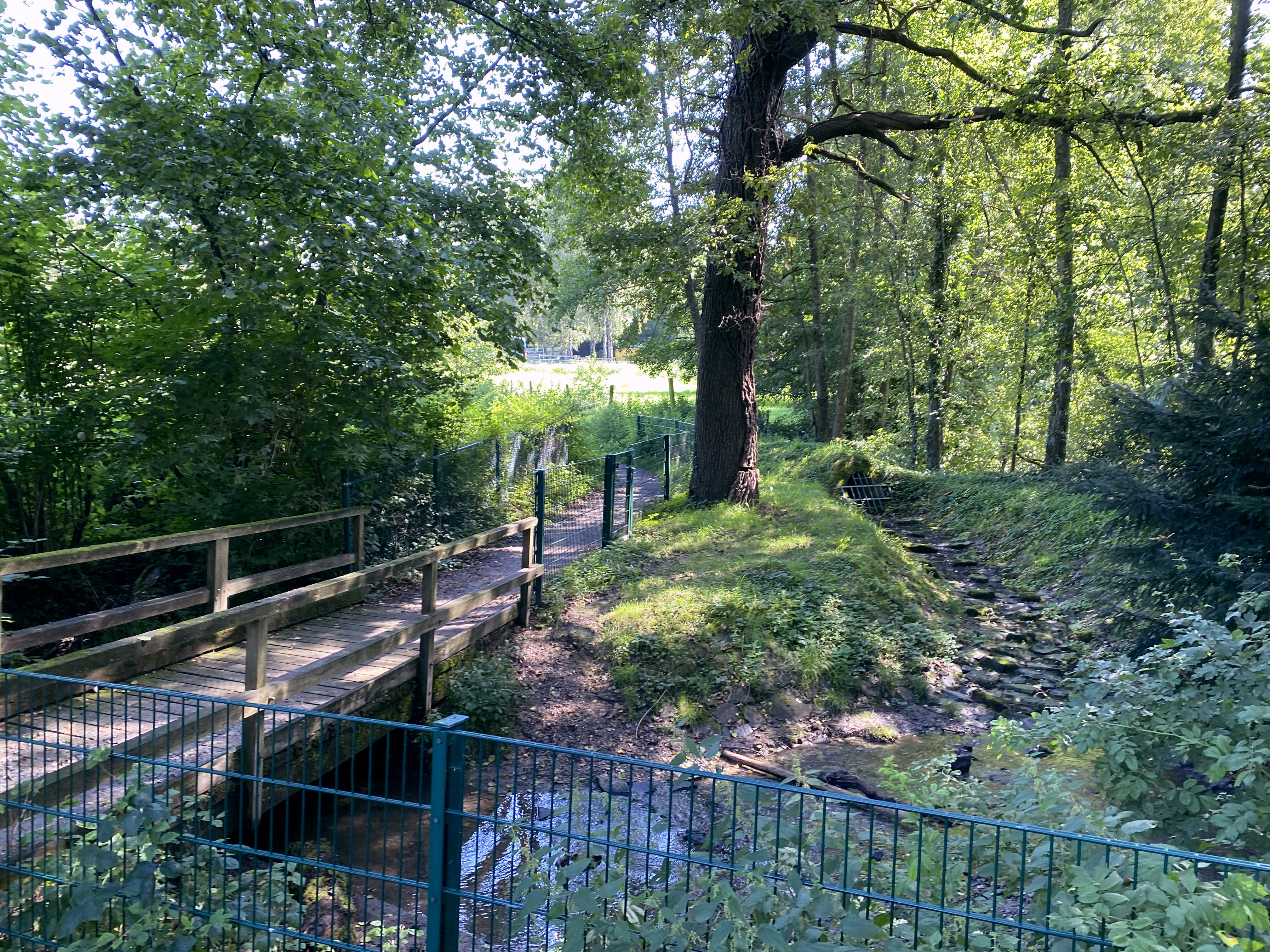
Steg über den Laubach im südl. Bereich des NSG